# Kreuzberger Patriotische Demokraten/Realistisches Zentrum
Kreuzberger Patriotische Demokraten/Realistisches Zentrum (Kurzbezeichnung: KPD/RZ) war eine von 1988 bis 2016 existierende Kleinpartei in Berlin-Kreuzberg, die als Spaßpartei eingeordnet wurde. Sie bezeichnete sich als die einzige demokratische Massenpartei der extremen Mitte.

## Geschichte
Die Kiezpartei KPD/RZ begann als humorige Kolumnistenfraktion der Autonomen namens „MuZ“ (Menschenverachtend und Zynisch), in Erscheinung trat sie zuerst mit einer kostenlos verteilten Zeitung namens RZ, deren Erstausgabe am 1. April 1989 erschien und elf weitere folgten.
Mitarbeiter waren:
- Bommi Baumann
- Bert Bunkert
- Karsten Dose
- Hans Durst
- Wiglaf Droste
- Bernhard Feder
- Rolf Goetze
- Gernot Hoffmann
- Helmut Höge
- Thomas Kapielski
- Cluse Krings
- Christiane Kühn
- Beate Kupstor
- Harm Los
- Stefan M. Meyer
- Isabel Montes
- „Pinus“ (Andreas Winter)[4]
- Otto Graf Vieh
- Sibylle Schmidt
- A. Schmidt
- Wolfgang Kröske alias „Dr. Seltsam“
- Sabine Vogel
- Frank Wendler

Später trat die KPD/RZ zu Wahlen an. Spitzenkandidaten waren unter anderem Norbert Hähnel und Bela B. Dessen Band Die Ärzte zählte neben der Terrorgruppe zu den parteinahen Berliner Musikgruppen. Letztere nahm unter dem Namen Stadtteilgruppe die Wahlkampf-Single Kreuzberg zuerst! auf.
Die KPD/RZ organisierte 1993 einen unbefristeten Hungerstreik vor dem Postamt am Halleschen Tor sowie mit einer Lichterkette um das Postamt 36 in der Skalitzer Straße Widerstand gegen die Einführung der neuen „falschen“ Postleitzahlen. Eine weitere wichtige Aktion der Partei war die gegen nächtliche Ruhestörung und sinnlose Gewalt, bei der rund 2500 Demonstranten am 1. Mai 1995 zur Nachtzeit durch Berlin-Kreuzberg zogen, mittels aller möglicher Instrumente einen Höllenlärm veranstalteten und dabei „Ruhe! Ruhe!“ skandierten. Diese Kundgebung wurde kurzfristig von der KPD/RZ organisiert, da keine politische Gruppierung bereit war, an diesem Tag in Kreuzberg eine Kundgebung zu veranstalten.
Ein Schwerpunkt der KPD/RZ war die Ablehnung der Bezirksreform, durch die Kreuzberg mit Friedrichshain fusioniert wurde. Daraus resultierten die jährlichen Straßenschlachten gegen Friedrichshain auf der Oberbaumbrücke von 1995 bis 2006.
Das Motto der KPD/RZ lautete „Radikal gegen jeden Extremismus“. In einem Arte-Beitrag wurde 2005 ihre Fusion mit der Partei Die PARTEI bekanntgegeben. Am 3. April 2016 veröffentlichte Die PARTEI Berlin auf ihrem Youtube-Kanal den Videomitschnitt der Abschiedspressekonferenz der KPD/RZ vom 1. April 2016 mit dem Titel KPD/RZ übergibt politische Verantwortung an die Partei DIE[sic!] PARTEI.

## Wahlergebnisse
Bei der Wahl zum Abgeordnetenhaus von Berlin 1995 erhielt die Partei im Bezirk Kreuzberg 1.472 Zweitstimmen (2,8 Prozent in Kreuzberg) und wurde die fünftgrößte Partei Kreuzbergs. Motto des Wahlkampfs war „Was wir versprechen, sind Versprechungen“.
Bei der Abgeordnetenhaus-Wahl 1999 erreichte sie landesweit 3.390 Stimmen (0,2 %). Zitat: 1999 errang die KPD/RZ nach einem fulminanten Wahlkampf mit Forderungen wie „Rauchverbot in Einbahnstraßen“  und „Ausgehverbot für Männer bei Temperaturen über 30 Grad“ mehr als doppelt so viele Stimmen wie die FDP in Kreuzberg. In Kreuzberg errang die KPD/RZ mit 1.950 Stimmen (4,2 %) ein Mandat in der Bezirksverordnetenversammlung, welches als erster Kandidat im Rotationsprinzip von Nanette Fleig (Listenplatz 1) ausgefüllt wurde; danach folgten weitere Mandatsträger. Durch die Kombination aus Bezirksreform und frühzeitigen Neuwahlen, ausgelöst durch den Berliner Bankenskandal, ging dieses aber 2001 verloren.
Im Jahr 2001 vereinigten sich, der Zwangssituation der Bezirksreform geschuldet, KPD/RZ und Friedrichshainer Amorphe Zentralisten (FAZ) kurzfristig zu einer Partei namens SED (von lat. sed: aber, dennoch), die im neu geschaffenen Bezirk Friedrichshain-Kreuzberg noch im selben Jahr zur Wahl antrat. Mit Wahlslogans wie „SED – Opfer müssen verzichten können“ und politischen Kampagnen wie die städtische Subventionierung des Hoch- und Tiefbaugewerbes entlang des ehemaligen Mauerstreifens, scheiterte sie mit 1,9 % der Stimmen an der 3-Prozent-Hürde. Alle drei Parteien (KPD/RZ, FAZ, SED) existierten seitdem unabhängig voneinander weiter. Seit der Bundestagswahl 2005 tritt die KPD/RZ nicht mehr bei Wahlen an.

## Mitglieder
- Riza A. Cörtlen 2006 ff Kandidat für Die PARTEI[10][11]
- „Hans Durst“ Comiczeichner
- Nanette Fleig Vorstand des SO36-Betreibervereins Sub Opus 36 e. V.[12][13][14]
- Brezel Göring
- Kreuzberger Nasenflöten Orchester[15][16][17]
- „Tomas Lecorte“ Buchautor und Blogger[18]
- Stephan M. Meyer („Mao“) Stellvertretender Vorsitzender[1][19]
- Sibylle Schmidt[20][21]

## Ziele
Die KPD/RZ fordert die „radikale Demokratie“. Einige ihrer Partei-Ziele sind:
- Ausgehverbot für Männer bei Außentemperaturen über 30°
- Nachtflugverbot für Pollen
- Förderung der Kreuzberger Zeppelinindustrie
- Rauchverbot in Einbahnstraßen
- Flottere Melodien für Einsatzfahrzeuge von Polizei und Feuerwehr
- Kreuzberg braucht einen ganzjährig eisfreien Tiefseehafen
- Halbierung der Schwerkraft bis zum Jahr 2010
- Ökologische Kriegsführung durch bleifreie Betankung von Panzern
- Rotationsprinzip für Straßennamen
- Abtragung des Kreuzberges und Wiederaufschüttung an repräsentativer Stelle
- Zuzugssperre für Süddeutsche, insbesondere Schwaben[22][23]